# Jacob Georg Agardh

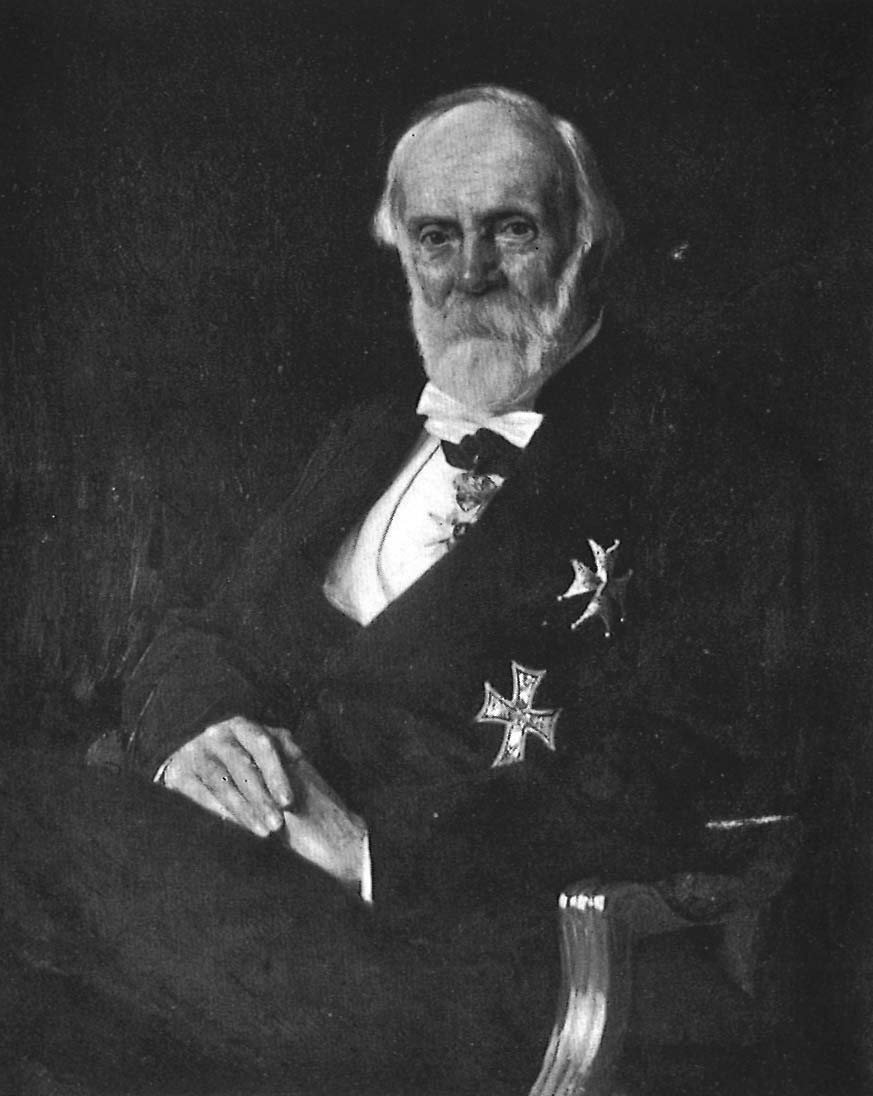
Botaniker Jacob Georg Agardh. Gemälde von Oscar Björck (1893).

Jacob Georg Agardh (* 8. Dezember 1813 in Lund; † 17. Januar 1901 ebenda), auch Jakob Georg Agardh, war ein schwedischer Botaniker. Sein offizielles botanisches Autorenkürzel lautet „J. Agardh“.

## Leben
Jacob Georg Agardh wurde 1813 als Sohn des schwedischen Botanikers Carl Adolph Agardh (1785–1859) geboren. Er war an der Universität Lund tätig und von 1854 bis 1879 Professor der Botanik. 1862–1863 amtierte er als Rektor der Universität. Er legte den Botanischen Garten von Lund an und war auch dessen Direktor. Agardh veröffentlichte Schriften über viele botanische Gebiete; ein Schwerpunkt waren Meeresalgen. 1862/63 und 1865/66 gehörte Agardh als Vertreter der Universität Lund dem Schwedischen Ständereichstag an, von 1867 bis 1872 war er Abgeordneter der zweiten Kammer des Schwedischen Reichstags. Dem Stadtrat (stadsfullmäktige) von Lund stand er von 1863 bis 1868 als Vorsitzender vor.

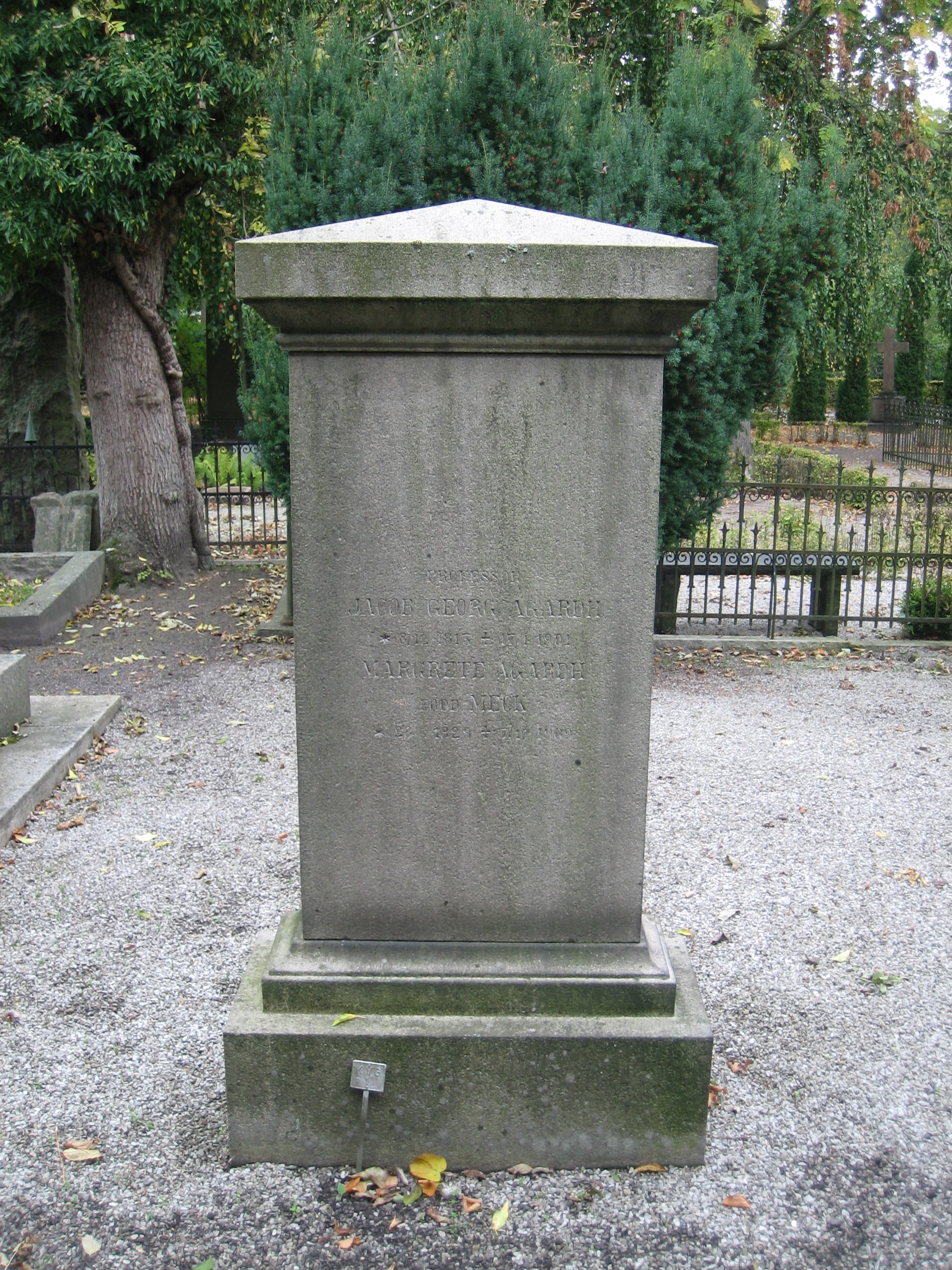
Grabstein

## Akademien und Ehrungen
- Wahl in die Deutsche Akademie der Naturforscher Leopoldina (1836)
- Königliche Physiographische Gesellschaft in Lund (seit 1837, 1858–1860 als Sekretär)
- Königliche Wissenschafts- und Literaturgesellschaft in Göteborg (seit 1848)
- Königlich Schwedische Akademie der Wissenschaften (seit 1849)
- Königliche Gesellschaft der Wissenschaften in Uppsala (seit 1865)
- American Academy of Arts and Sciences (seit 1878)[1]
- Ehrendoktor der Universität Kopenhagen (1879)
- Korrespondierendes Mitglied der Académie des sciences (1885)
- Linné-Medaille (1897)

## Dedikationsnamen
Die Algengattungen Agardhiella F.Schmitz, Agardhinula De Toni sowie Neoagardhiella Wynne et W.R. Taylor sind nach ihm benannt worden.

## Schriften
- Jacob Georg Agardh: Theoria systematis plantarum; accedit familiarum phanerogamarum in series naturales dispositio, secundum structuræ normas et evolutionis gradus instituta. Lund, Schweden 1858.
- Jacob Georg Agardh: Species, genera et ordines Algarum. 1848.